# 劉俊 (明鄭)
劉俊（?—?），字號里貫未詳，為鄭成功的部將。
初任前提督右鎮，從征江南歸，永曆十四年（1660年）一月升署前衝鎮。五月清朝李率泰、達素率領大軍進犯金門、廈門。從安南北港出，與陳璋、陳蟒等拒之，劉俊亦從東奔沖協擊，大敗清軍，傷斃不計。十五年五月鄭成功東征臺灣，劉俊與黃安等率二程官兵抵達臺灣。